# Anthurium nervatum
Anthurium nervatum är en kallaväxtart som beskrevs av Thomas Bernard Croat. Anthurium nervatum ingår i släktet Anthurium och familjen kallaväxter. Inga underarter finns listade.